# 宇宙 未知への大紀行
宇宙 未知への大紀行（うちゅう みちへのだいきこう）は、2001年4月から12月にかけてNHKスペシャル枠で放送されたドキュメンタリー番組。全9話（全9集）。

## 概要
150億年という壮大な歴史の中で紡がれる宇宙の進化や生命の起源、人類の新たなる挑戦や膨張する宇宙の未来を、科学者や天文学者の証言のもとに取り上げていく。1990年に放送された『銀河宇宙オデッセイ』、1992年に放送された『ザ・スペースエイジ 宇宙への挑戦』に続き、宇宙科学・天文学や、宇宙に関する科学史・技術史などを扱う。
本放送後の翌年には、7月から8月にかけてNHK教育テレビジョンにて小中学生向けに再構成した『ジュニア版NHKスペシャル』として6シリーズが制作され、後にBS hiでも放送された。
映像は16:9のハイビジョン撮影だが、地上波ではデジタル放送が未放送のために、全9回とも4:3に統一されている。ハイビジョンでの放送は先述のBS hiで放送されたジュニア版からとなった。

## 放送内容
第1集「ふりそそぐ彗星が生命を育む」
- 全ての始まりとなる"ビッグバン"
- 地球の生命の誕生や絶滅と進化をくり返すまでの経緯
- 彗星の衝突と太陽系の形成 他

第2集「地球外生命を探せ」
- 地球以外の星に知的生命が存在する可能性 他

 第3集「火星へのはるかな旅」
- 地球から4億キロに位置する火星の挑戦
- 人類が見た知られざる火星の姿 他

 第4集「惑星改造 ～もうひとつの地球が生まれる～」
- 近未来の地球人が見つめる"火星改造計画" 他

 第5集「150億年の遺産 ～生命に刻まれた星の生と死～」
- 大宇宙を揺るがすスーパーノヴァの謎
- 150億年の歴史が生んだ元素誕生の関係 他

第6集「もうひとつの地球を探せ」
- 第２の太陽系の謎
- 生命が満ちあふれる"第２の地球"への移住計画 他

第7集「ブラックホール ～銀河を揺るがす謎の天体～」
- 銀河の中心に位置する天体の解明に挑む科学者たちの挑戦 他

第8集「宇宙に終わりはあるのか」
- 神話が語る"銀河系の終焉"
- 膨張する宇宙の未来
- 人類の新たな"宇宙観"の開拓 他

 第9集「エピローグ・宇宙は生命に満ちているか」
- 宇宙の進化とこれからを振り返る総集編

## スタッフ
- 音楽：東儀秀樹、野見祐二
- 語り：柿沼郭、柴田祐規子

## ジュニア版放送内容
※カッコ内はNHKスペシャル放送時の話数順
第1集「クレーターの謎」（第1集）
すい星大衝突と生命の進化を探る
第2集「地球の幸運」（第1集、第5集）
生命の星と死の星の分かれ道
第3集「地球外生命を探せ」（第2集）
知的生命は存在するか
第4集「人類は火星に移住できるのか」（第3集、第4集、第6集）
近未来の地球人が見つめる壮大な火星改造計画の全ぼう
第5集「星のカケラから私たちは生まれた」（第5集）
150億年の歴史が生んだ星々の大爆発と元素誕生の関係を追う
第6集「宇宙に果てはあるのか」（第7集、第8集）
膨張する宇宙はこれからどうなるか